# Valeriu Georgescu
Valeriu Georgescu (* 1947 in Bukarest) ist ein rumänischer Gewerkschaftsfunktionär und Diplomat im Ruhestand.
Von 1955 bis 1957 war er Vorsitzender des Zentralkomitees der Gewerkschaft der Arbeitnehmer aus den Finanzwesen und den  Volksräten. Von 1960 bis 1966 war er Mitglied des Zentralrats der rumänischen Gewerkschaften. Im Februar 1966 trat er in den auswärtigen Dienst und wurde zum außerordentlichen Gesandter und Ministre plénipotentiaire in Tel Aviv ernannt, wo er im August 1969 zum ersten Botschafter ernannt wurde und bis 1971 blieb. Anschließend wurde er in leitender Funktions im Außenministerium beschäftigt. Von 1973 bis Oktober 1981 war er  Botschafter in Conakry (Guinea) und zeitgleich in Freetown (Sierra Leone) akkreditiert sowie ab 1974 in Bamako (Mali) und Guinea-Bissau, ab April 1976 in Praia (Kap Verde) akkreditiert.
Von 1984 bis 1988 war er Botschafter in Jakarta, zeitgleich war er ab November 1985 in Kuala Lumpur (Malaysia) und ab  Februar 1986 in Singapur akkreditiert.

## Auszeichnungen
- 1964: Banner der Arbeit.
- Der Verdienstorden des Vaterlandes 1970 in Bronze, 1986 in Gold.[1]